# Järn(II)fosfat
Järn(II)fosfat är en förening av tvåvärt järn och fosfatjoner med formeln Fe3(PO4)2. Järn(II)fosfat förekommer naturligt som mineralet vivianit, Fe3(PO4)2 • 8H2O.
|                |  | Fe2+ |  |      |
| Fe2+           |  |      |  | Fe2+ |
| Strukturformel |  |      |  |      |

## Egenskaper
Järn(II)fosfat är som vivianit ett mjukt, blått järnfosfatmineral , som bildar genomskinliga, glasglänsande, monoklina kristaller. Det förekommer bl. a. i Bayern, Cornwall, Bolivia och Kamerun.

## Framställning
Järn(II)fosfat kan framställas genom att en lösning med järn(II)sulfat (FeSO4) blandas med natriumhydrofosfat (Na2HPO2) och natriumacetat (NaC2H3O2).
{\displaystyle {\rm {3\ FeSO_{4}+2\ Na_{2}HPO_{4}+2\ NaC_{2}H_{3}O_{2}\rightarrow }}}
{\displaystyle {\rm {Fe_{3}(PO_{4})_{2}+3\ Na_{2}SO_{4}+2\ C_{2}H_{4}O_{2}}}}
Järn(II)fosfat kan också bildas på en yta av järn eller stål som angrips av koncentrerad fosforsyra (H3PO4).
{\displaystyle {\rm {3\ Fe+2\ H_{3}PO_{4}\rightarrow Fe_{3}(PO_{4})_{2}+3\ H_{2}}}}

## Användning
- Ett enkelt sätt att skydda stål eller järn från rost är att behandla ytan med fosforsyra för att bilda ett skyddande lager järnfosfat.
- Ämnet används inom jordbruket för att motverka bristsjukdomen klorosis hos växter.
- Det används också som järntillskott i djurfoder.